# Poecilochthonius parallelus
Poecilochthonius parallelus är en kvalsterart som först beskrevs av Womersley 1945.  Poecilochthonius parallelus ingår i släktet Poecilochthonius och familjen Brachychthoniidae. Inga underarter finns listade i Catalogue of Life.